# Михайловский кремль
Михайловский кремль — историческая крепость Михайлова Рязанской области.

## История

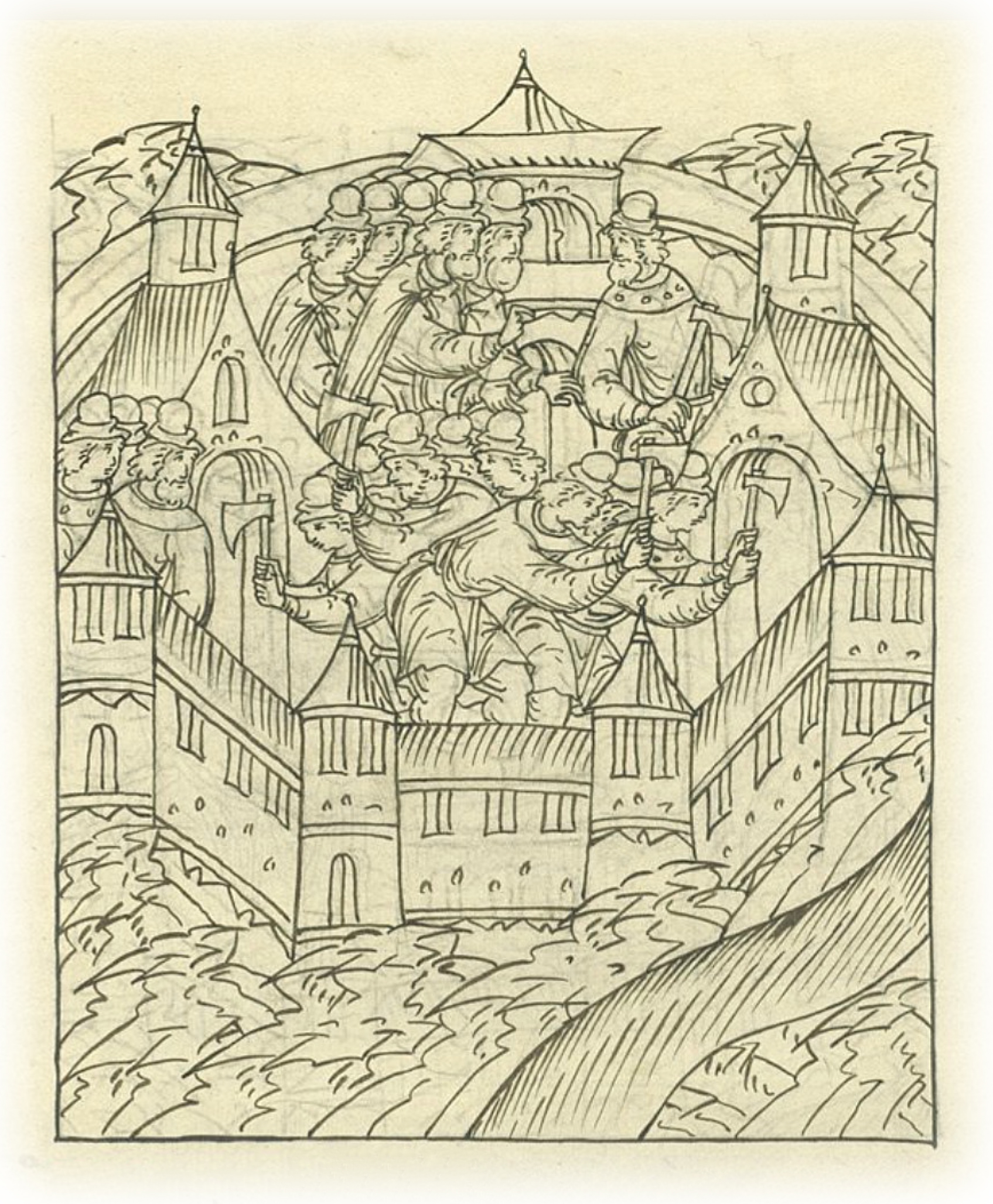
Возведение Михайловского кремля в 1551 году. Миниатюра Лицевого летописного свода

Михайлов был основан в XII веке на высоком берегу реки Прони. В полутора километрах к северо-западу от него на высоком мысу (Голубая гора) располагалось ещё одно округлое в плане укрепление, служившее, вероятно, загородным двором (замком). Зимой 1237 года монголо-татары разорили Рязанское княжество, тогда же, по-видимому, был разорён и Михайлов. Вторично Михайлов был основан на старом городище в 1551 году у впадения речки Лещинки в Проню. Строительством руководили воеводы Александр Воротынский и Михаил Головин. Михайлов вошёл в систему крепостей по Проне, защищавших с юга Переяславль-Рязанский.
В 1606 году михайловцы присоединились к восстанию Болотникова. Царь Василий Шуйский послал на Михайлов князя Ивана Хованского с ратью, который осадил город. Однако на помощь михайловцам пришли отряды из «украинных городов» и михайловцы, сделав вылазку, отбросили правительственные войска.
Одну из самых тяжёлых осад в своей истории Михайлов выдержал в 1618 году. В начале августа к городу подошёл тысячный отряд запорожских казаков гетмана Конашевича-Сагайдачного, воевавшего на стороне Речи Посполитой. Однако он был отбит небольшим отрядом, пришедшим из Сапожка. Тогда к городу подошёл сам Сагайдачный с крупным войском и 16 августа осадил его. На следующий день начался штурм. Гетман приказал сжечь стены крепости раскалёнными ядрами, а в город пускать множество зажигательных стрел. Жестокие приступы чередовались с обстрелами в течение двух дней и двух ночей. Гарнизон Михайлова под началом воеводы Степана Ушакова и жители города совершили вылазку, порубив множество запорожцев и предав огню все «щиты, штурмы и примёты». Войско Сагайдачного отступило, но тот поклялся взять город и заставил казаков присягнуть, что они не отойдут от Михайлова, не взяв его. Новый артиллерийский обстрел начался 23 августа. Последний штурм отличался крайним ожесточением. Михайловцам удалось вновь сделать вылазку, сжечь осадные приспособления казаков и отогнать их от города. 27 августа Сагайдачный окончательно покинул окрестности Михайлова. Неудачная осада Михайлова обошлась запорожцам в более чем тысячу человек убитыми.

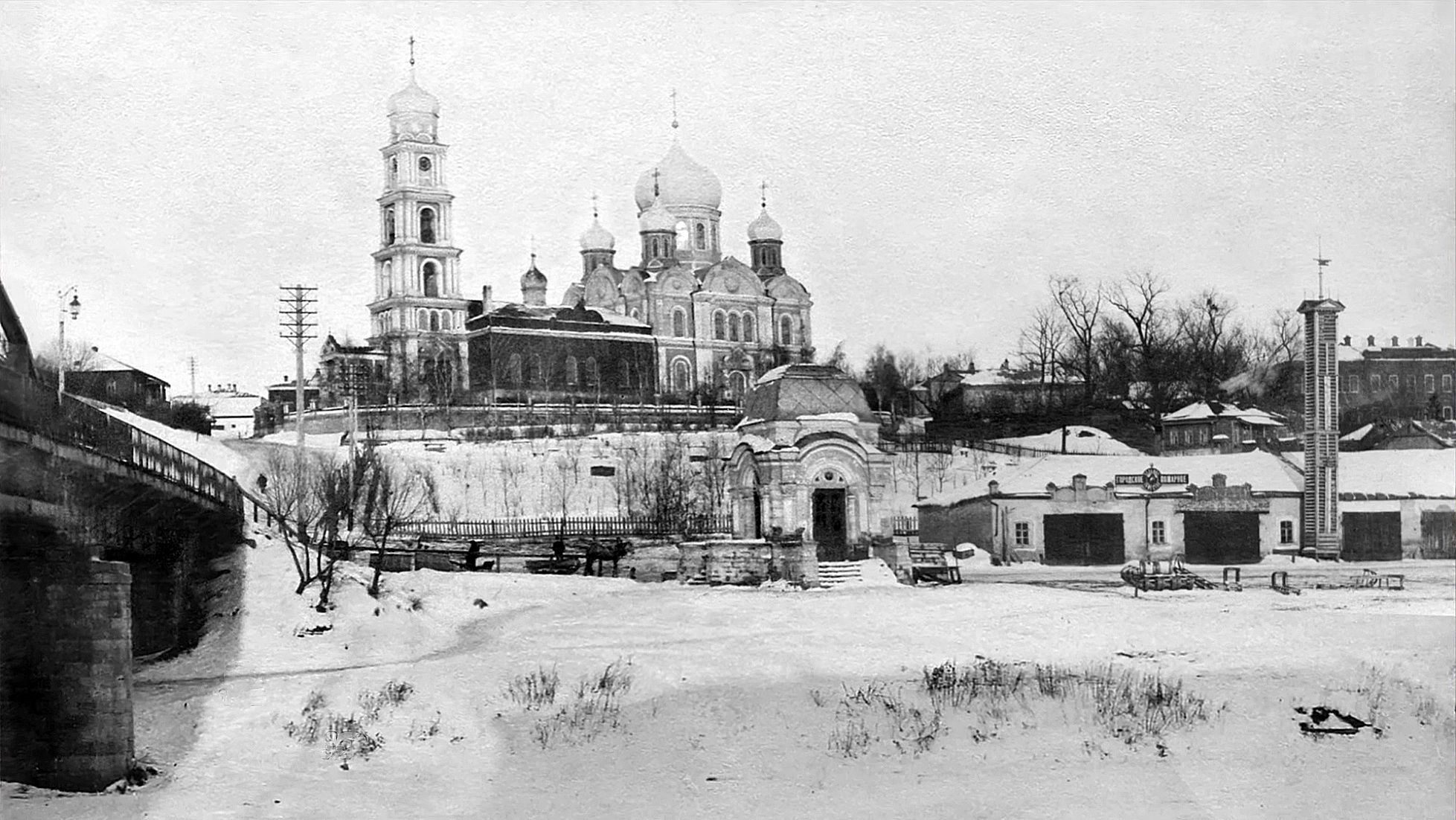
Вид места бывшего кремля с собором Михаила Архангела

К концу XVII века Михайловская крепость утратила военное значение. Её ветхие деревянные стены и башни стояли ещё в 1742 году, но позднее полностью развалились. В 1772 году на валу ещё высились одна деревянная башня и часть стены, но вскоре совершенно исчезли и они. В дальнейшем территория бывшего кремля продолжала оставаться административным центром города. В конце XVIII века здесь разбили Красную площадь, в центре которой в 1863—1874 годах на месте более древнего храма возвели величественный Михайло-Архангельский собор в русском стиле с шестиярусной колокольней. В советское время она была снесена. От земляных укреплений кремля уцелели лишь незначительные следы. В отличие от крепости XVI—XVIII веков древнерусское городище на Голубой горе сохранилось достаточно хорошо.

## Описание
Согласно описи второй половины XVII века и плану 1742 года, городской кремль стоял на высоком холме (современная Красная гора), который с юга омывала Проня. С запада его склоны обрывались в глубокий овраг, где протекала река Лещинка. В плане кремль представлял собой неправильный овал. Укрепления состояли из деревянной стены на земляном валу протяжённостью 522 м с двумя проездными и семью глухими башнями. Подступы ко рву защищал честик. Водоснабжение крепости осуществлялось при помощи тайника в Тайницкой башне. Внутри кремля находились две церкви, соборная Архангела Михаила с колокольней и Воскресения Христова. Кроме них в кремле находился воеводский двор, приказная изба, тюрьма, казённый погреб и осадные дворы местных дворян и детей боярских. Вокруг крепости находились слободы — две Стрелецкие, две Казачьи, Черкасская, Зарецкая, Пушкарская, Охотная и другие. По обе стороны кремля располагались два Рожденственских монастыря — мужской и женский. Оба были закрыты в 1764 году.